# Повінь на Закарпатті (2017)
Повінь на Закарпатті у грудні 2017 року — стихійне лихо, що сталося 13-18 грудня 2017 року через інтенсивні опади у вигляді безперевного сильного дощу і снігу і, як результат, різке підняття рівня води в річках, особливо в низинних Виноградівському, Іршавському (з 2020 року — новоутворений Берегівський район) та Хустському районах. Пік повені припав на 15–17 грудня, вона вважається найбільшою в історії Західної України за останні 20 років. Оприлюднено про одну 1 жертву[джерело?], решта постраждалих немає.
За інформацією тодішнього голови Закарпатської обласної державної адміністрації Геннадія Москаля перелив річки Боржави через дамби перевищив рівень катастрофічної повені 1998 року.

## Перебіг подій

### 9 грудня
Стихія про себе почала нагадувати ще в суботу 9 грудня 2017 року: через сильні зливи в Закарпатській області та Ужгороді піднялись ґрунтові води. Через захаращеності стічних канав та дренажних систем було затоплено 8 домогосподарств. Від Управління ДСНС було залучено 8 одиниць техніки та 27 рятувальників.

### 10–14 грудня
Опади продовжувались і надалі. На ранок четверга 14 грудня внаслідок інтенсивних дощів рівень води в річках Закарпаття піднявся від 1,5 до 2,5 метра. Було підтоплено понад 300 гектарів сільськогосподарських угідь та пасовищ, які розташовані в заплавах річок Уж, Боржава і Латориця в Ужгородському, Перечинському, Мукачівському, Берегівському, Іршавському та Виноградівському районах.
Повінь підтопила також ділянки двох автошляхів місцевого значення: Шаланки — Великі Ком'яти на Виноградівщині та Геївці — Тисаагтелек на Ужгородщині. Внаслідок різкого підйому води в річці Уж примусово була зупинена система водопостачання в місті Перечин.

### 16–17 грудня
За даними Управління ДСНС в Закарпатській області внаслідок повені було підтоплено 2 тисячі 405 гектарів сільськогосподарських угідь (пік припав на 06:00 ранку 17 грудня 2017 року), зафіксовано перелив 15–20 см через автодорожнє полотно восьми ділянок протяжністю 2 100 метрів (пік на ніч з 16 на 17 грудня 2017 року).
Було обмежено рух транспорту на трьох автошлях Закарпаття:
- на автошляху національного значення Мукачево — Рогатин між Вільхівкою та Сільцем. Рух вантажівок було відновлено ввечері 16 грудня, а рух легкових автомобілів відновлено до обіду 17 грудня.
- між Заріччям і Великими Ком'ятами на межі ліквідованих у 2020 році Іршавського та Виноградівського районів. Рух вантажівок було відновлено ввечері 16 грудня, а рух легкових автомобілів — до обіду 17 грудня.
- між Шаланками та Великими Ком'ятами Берегівського району.

Загалом було підтоплено 1 023 домогосподарств та 313 підвальних приміщень через самовільну забудову в низинах та зонах можливого підтоплення. Евакуйовано 146 людей із 40 затоплених осель у селі Вільхівка Хустського району. В окремих житлових будинках вода сягала 80 см заввишки. У межах Іршавського та Виноградівського районів перелив Боржави через дамби перевищив рівень катастрофічної повені 1998 року.
Повінь також зруйнувала дві мостові переправи у селах Кушниця Іршавського району й Котельниця Воловецького району та один пішохідний міст.
Найбільш складна ситуація склалась в низинних Виноградівському та Іршавському районах.
Суботнього вечора 16 грудня опади припинилися по всій території Закарпаття. Відтак, рівень води у верхів'ях річок пішов на спад. Однак, паводкові хвилі в низинних районах продовжували збільшуватися ще дві доби. На ранок 17 грудня максимальний підйом води річки Тиса становив 3,5 метра. Повенева хвиля на річці Боржава піднялась на 2,5 метра біля села Верхні Ремети на Берегівщині. Паводкова хвиля на річці Латориця найвища в районі Чопа.
Протягом  15 грудня в Горінчові Хустського району всі водойми з ударною силою з висотою 25-115 см вийшли з берегів, вода поглинула 90 дворогосподарств, 1 будинок був затоплений, ледь не загинули свійські тварини. Станом на 13:00 було підтоплено ще понад 45 дворогосподарств. Стихія ледь не знищила хату ХІХ століття — єдину таку в селі. Дороги були під водою, змито багато мостів, рух автомобілей був закритий. Старші люди на велосипедах евакуйовали малих дітей, бо вода вже досягла 50-120 см. В «озерах» вода досягла 250—300 см. Ця стихія перевищила повені 2001, 2008 та 2010 років. Найбільшою повенею за всю історію спостереження була повінь 1998 року, до якої повінь 2017 року не досягла. Ввечері 16 грудня знову прийшла повенева хвиля з різною висотою 10-200 см. Це була остання хвиля повені. Вночі 17 грудня вода почала різко спадати, проте вода завдала шкоди домогосподарствам: нанесено камені різного діаметру, мул, гілля.
Рекорди паводку в Горінчові: випало майже 110-300 мм за 13-16 грудня, висота струмочків в верхів'ях досягла 120-300 см, в середніх 135-400 см, в нижніх — 200-650 см, найбільшим спостерігався по струмочці, що знаходиться на околиці села — 750 см, підтоплено 135 домогосподарств, 4-10 дітей евакуйовали, підтоплено близько 15-50 га сільськогосподарських угідь, підтоплено від 1 до 10 будинків, чимало підвальних приміщень було підтоплено. Різке підвищення рівнів води сталося 15 грудня днем, тоді по рейках проходили дощові струмки висотою 50-120 см, в зону впадання вод до 4 метра. Станом на 15-16 грудня водойми дійшли до найкритичнішого рівня, місцями вода почала підтоплювати. Станом на 20:00 15 грудня водойми були готовими до виходу з берегів (захист дамби вистачав лише на 3-6 см). О 22:00 15 грудня дороги вулиць перетворилися на річки з сильними течіями, вночі та вранці 16 грудня вода почала переливатися через ворота угідь на двори домогосподарств, хатки домашніх тварин. Вдень 16 грудня вода ще продовжилася підвищуватись, місцями підіймалося на 750 см (20 см не вистачало, аби досягти історичного максимуму повені 2001 року), який спричинив евакуацію 4-10 дітей, домашніх птиць, тварин, місцеві мешканці не мали змоги навіть дістатися додому, до крамниць. Вода почала спадати вночі 17 грудня. Станом 17 грудня ще було підтоплено близько десятків дворогосподарств.

## Ліквідація наслідків
Силами рятувальників з Управління ДСНС України у Закарпатській області та басейнового управління водних ресурсів річки Тиса здійснювалася відкачка води з домогосподарств та підвалів житлових будинків. Було залучено 532 особового складу та 57 одиниць техніки, в тому числі від ДСНС — 124 чоловік особового складу та 30 одиниць техніки. Для мінімізації наслідків повені цілодобово працювали 21 насосні станції. Також, працівники укріпили 500 метрів гребнів дамб та виклали 850 мішків з піском. Крім того, вони разом із правоохоронцями ГУ Національної поліції проводили евакуацію населення, майна та свійської худоби.